# Tyrnavos
Tyrnavos (tiếng Hy Lạp: ?) là một khu tự quản ở vùng Thessalía, Hy Lạp. Khu tự quản Tyrnavos có diện tích 525 km², dân số theo điều tra ngày 18 tháng 3 năm 2001 là 25864 người.